# Saurons språkrör
Saurons språkrör (Åke Ohlmarks översättning) eller Saurons mun (Erik Anderssons översättning), i original Mouth of Sauron, är i J.R.R. Tolkiens Sagan om ringen underbefälhavare för Barad-dûr och var en Svart Númenóreansk budbärare för Sauron. 
Saurons språkrör dyker inte upp i filmtrilogin utom i den förlängda versionen, där han spelas av en i stort sett oigenkännelig Bruce Spence.
Peter Jackson bestämde sig för att klippa bort scenen eftersom den förlorar sin dramatiska effekt i filmen; i boken vet man inte om Frodo lever eller är död, men i filmen har Sam räddat honom från Cirith Ungol innan slaget vid Den svarta porten börjar. 